# Soi Sisamut
Soi Sisamut Phuthangkun (voller Thronname Somdet Brhat Chao Jaya Sri Samudra Buddhangkura, Geburtsname Nokasad; * 1693 in den Bergen von Pusangor Horkam, Laos; † 1738 in Khorat, Thailand) war der erste König des Königreichs Champasak und regierte zwischen 1713 und 1738.

## Leben
Soi Sisamut wurde 1693 als Prinz (Chao) Nakasatra Sungaya (Nokasat Song) geboren und war der jüngste Sohn von Prinzessin Sumangala Kumari, einer Tochter von Sulinyavongsa (reg. 1638 bis 1690), König van Lan Xang. Er wurde 1713 von dem charismatischen Mönch Phra Khru Phon Samet, der bis dahin als faktischer Herrscher fungiert hatte, zum König von Champasak ausgerufen. Während seiner Regentschaft wurde der Buddhismus in weiten Teilen von Champasak gestärkt. Etwa um 1709 heiratete er eine Tochter von Somdet Brhat Jaya Parama Surendra Rajadhiraja Rama (Jaya Jatha IV.), König von Kambodscha. Soi Sisamut schuf innerhalb kurzer Zeit ein ansehnliches Reich, das unter anderem die Orte Don Khong, Attapeu (die er beide neu errichten ließ), Muong Manh (Provinz Saravane), Muong Sri-Nakorn-Taow (heute in der thailändischen Provinz Si Sa Ket), Muong Thong (thailändische Provinz Roi Et) und Chiang Taeng (heute Stung Treng in Kambodscha) umfasste; in den einzelnen Orten setzte er Statthalter ein. Das Königreich umfasste also außer dem Süden des heutigen Laos auch wesentliche Teile des heute thailändischen Isan und des nördlichen Kambodscha. Es war ein multiethnisches Gemeinwesen, in dem sich Lao, Khmer, „Kha“ und Kui mischten, wobei die Lao zunächst in der Minderheit waren.
1725 trat Soi Sisamut seine exekutive Macht an seinen ältesten Sohn, Prinz Sayakuman, ab. König Soi Sisamut starb 1738 in Khorat (Nakhon Ratchasima) und hinterließ vier Söhne.
1. Prinz (Chao) Jaya Kumara (Pothi), folgte seinem Vater auf den Thron von Champasak
2. Prinz (Chao) Tammatevo Pudisatkhattinarat, Vizekönig von Champasak
3. Prinz (Brhat Chao Angka Luang) Budhisara (Pothisane)
4. Prinz (Anga Sadet Chafa Jaya) Raja Varman Suringha (Sourinhô), hatte einen Sohn, Somdet Brhat Chao Bhumi Maha Nawi (Phom Ma Noi), später König von Champasak